# Trigonisca pipioli
Trigonisca pipioli (лат.) — вид безжальных пчёл из трибы Meliponini семейства Apidae. Эндемики Мексики.

## Распространение
Неотропика: Мексика (Chiapas, Jalisco, Michoacán de Ocampo, Oaxaca, Quintana Roo, Veracruz-Llave, Yucatán).

## Описание
Посещают цветы Opuntia sp., Viguiera dentata, Malpighia mexicana (семейство Мальпигиевые). Гоностили рабочих с несколькими сетами в дополнение к мелким волоскам. Не используют жало при защите. Жало у них сохранилось, но в сильно редуцированном виде. Вид был впервые описан в 1999 году американским энтомологом Рикардо Айала (Ricardo Ayala; University of Kansas. Natural History Museum, США). Название вида Trigonisca pipioli дано по его народному имени «pipioli», распространённому в языке науатль (Nahuatl) из ацтекской культуры.